# Acid selenơ
Acid selenơ là một acid vô cơ với công thức cấu tạo là H2SeO3 và công thức đầy đủ là (HO)2SeO. Đây là loại acid oxo chính của selen vì cấu trúc của nó bền vững hơn acid selenic, đồng thời có tính oxy hóa thấp hơn.

## Tính chất hóa học
Acid selenơ có đầy đủ các tính chất của một acid:
- Tác dụng với kim loại giải phóng khí hydro:

H2SeO3 + Zn → ZnSeO3 +  H2
- Tác dụng với base tạo thành muối và nước:

H2SeO3 + 2LiOH → Li2SeO3 + 2H2O
- Tác dụng với oxide base tạo thành muối và nước:

H2SeO3 + K2O → K2SeO3 + H2O
- Tác dụng với muối tạo thành acid mới và muối mới:

H2SeO3 + 2CsCl → Cs2SeO3 + 2HCl
Acid selenơ tương tự như Acid sulfurơ, nhưng nó dễ dàng cô lập hơn. Acid selenơ có thể dễ dàng hình thành bằng việc hòa selen dioxide vào nước. Ở dạng tinh thể rắn, hợp chất có thể được xem như là các phân tử hình kim tự tháp được kết nối bởi các liên kết hydro. Acid selenơ ở dạng loãng là một Điprotic acid:
H
2SeO
3 ⇌ H+
 + HSeO−
3 (pKa = 2.62)
HSeO−
3 ⇌ H+
 + SeO2−
3 (pKa = 8.32)

## Sản xuất
Khác với acid selenic, acid selenơ điều chế đơn giản hơn bằng cách hòa tan Selen dioxide vào nước:
SeO2 + H2O → H2SeO3
Trong phòng thí nghiệm có thể điều chế từ acid selenic bằng cách phân hủy ở nhiệt độ trên 200⁰C:
2H2SeO4 → 2H2SeO3 + O2

## Ứng dụng
Dùng trong tổng hợp chất hữu cơ để tổng hợp xeton.
Dùng trong các hợp kim bạch kim-đồng, đồng thau, đồng thiếc nhằm tăng cường độ chịu mài mòn cơ học.
Sản xuất acid selenic theo phương pháp dùng halogen oxy hóa acid selenơ.

## Độc tính
Cũng giống như các hợp chất của selen, acid selenơ có độc tính cao, uống phải acid này ở liều lượng ít có thể gây tử vong. Các triệu chứng của ngộ độc selen có thể xảy ra vài giờ sau khi tiếp xúc, bao gồm trạng thái tê mê, buồn nôn, hạ huyết áp nặng và cuối cùng là tử vong.